# Đurđevo (Wojwodina)
Đurđevo (cyr. Ђурђево; rusiń. Дюрдьов, Diurdiow) – wieś w Serbii, w Wojwodinie, w okręgu południowobackim, w gminie Žabalj. W 2011 roku liczyła 5092 mieszkańców.